# 福井県道159号長畑金津線
福井県道159号長畑金津線（ふくいけんどう159ごう ながばたけかなづせん）は福井県坂井市とあわら市を結ぶ一般県道である。

## 路線概要
あわら市内の国道8号と、坂井市の福井県道106号を結ぶ役割を担う路線である。坂井市からあわら市や加賀市、金沢市など北を目指す場合に非常に有効な道路となっている。また住宅街と市街地を結ぶ役割も担っているので、地域住民にとって生活道路としても使われており役割の多い道路といえるだろう。嶺北北部において他の路線と合わせて地域の交通を包括的に担う重要な路線である。

### 路線データ
- 起点：福井県坂井市坂井町長畑
- 終点：福井県あわら市東田中

## 通過する自治体
- 福井県
  - 坂井市 - あわら市

## 道路状況
片側一車線の整備された一般的な県道である。起点から終点まで特に狭窄することもなく、安定した道路状況を保っている。勾配が急な箇所や急なカーブがある箇所もない。また交通量もそれほど多くない。理由としてこの付近には国道8号に至る安定した道路状況の路線が多く、交通の分散がうまくなされている点が挙げられる。坂井市からあわら市以北に抜ける際には便利である。

## 接続路線
- 福井県道106号三国丸岡停車場線（坂井市坂井町長畑・長畑第2交差点、起点）
- 福井県道257号坂井金津線（坂井市坂井町長畑）
- 福井県道9号芦原丸岡線（坂井市坂井町長屋・長屋橋北詰交差点）
- 国道8号（福井バイパス）（あわら市東田中・東田中交差点、終点）

かつては本路線が現在の終点の延長上、福井県道272号金津丸岡線との交点（あわら市中川）まであったが、2020年（令和2年）9月29日付けで東田中交差点までに短縮となり、短縮部分はあわら市へ移管され市道に格下げされている。

## 沿線
- 福井県立坂井高等学校
- まつや地蔵